# دراگون اویل
دراگون اویل (به انگلیسی: Dragon Oil) شرکت نفت و گاز ایرلندی-اماراتی است، که در زمینه اکتشاف، استخراج، بازاریابی و فروش نفت خام و گاز طبیعی فعالیت می‌کند.
شرکت دراگون اویل در سال ۱۹۷۱ توسط دکتر اولیور کانر والدرون در شهر دوبلین، ایرلند تأسیس شد و در سال ۱۹۹۸ شرکت نفت اماراتی اینوک بخش اعظم سهام این شرکت را خریداری کرد.
شرکت دراگون در حال حاضر دارای فعالیت‌های استخراج نفت در بخش ترکمنستانی دریای خزر و نیز در میادین نفتی تونس می‌باشد.
دفتر مرکزی این شرکت در شهر دبی، امارات قرار دارد و بخشی از سهام آن در بازارهای بورس ایرلند و بورس ابوظبی معامله می‌شود.